# میو (فرانسه)
مییو (به فرانسوی: Millau) یک کامین در فرانسه است که در Canton of Millau-Est واقع شده‌است.

## خصوصیات
مییو ۱۶۸٫۲۳ کیلومترمربع مساحت و ۲۱٬۹۴۳ نفر جمعیت دارد و ۳۷۹ متر بالاتر از سطح دریا واقع شده‌است.

## خواهرخوانده
شهرهای موستار، Louga، باد زالتسوفلن، بریدلینگتون، سائونتو و میلادا خواهرخوانده‌های مییو هستند.